# Lago Retba
Il lago Retba o lac Rose è un lago del Senegal che si trova a nord della penisola del Senegal, a nord est di Dakar. Ha una larghezza massima di 1,5 km ed è lungo 5 km. Dista circa un chilometro dall'Oceano Atlantico.
Esso è chiamato così per le sue acque rosa, causate da alghe (Dunaliella salina) presenti nell'acqua che producono un pigmento rosso, il carotene, per resistere ai forti raggi solari. Il colore è particolarmente visibile durante la stagione secca.
Il lago è anche noto per il suo alto contenuto di sale, che, come quello del Mar Morto, permette alle persone di galleggiare facilmente. La salinità è infatti di 380 grammi per litro. Il lago ha anche una piccola produzione di sale industriale. È stato il punto di arrivo del celebre Rally Dakar fino all'edizione del 2007 e la sede dell'Ocean X Prix, gara del campionato di Extreme E, nel 2021.
Il lago Retba è sotto esame dal comitato del patrimonio mondiale per l'inclusione come Patrimonio mondiale dell'umanità.

## Microbiologia - Provenienza del tono rosa
La ragione del colore rosa è attribuita alla presenza della Dunaliella salina, una microscopica alga verde halofila. Durante il periodo secco da novembre a giugno, quando il cielo è sereno, questa alga diventa particolarmente attiva e produce l'astaxantina, un pigmento rosso appartenente alla famiglia dei carotenoidi. L'astaxantina le permette di proteggersi dai raggi solari intensi e dalla concentrazione di sale. Durante la stagione delle piogge (luglio-ottobre), il colore rosa risulta meno evidente poiché la radiazione solare viene limitata dalla presenza di nuvole nel cielo.

## Problematiche ambientali
Nel 2013, si notava un trend di crescita della popolazione, che portava ad una maggiore urbanizzazione della zona ed alla rimozione della vegetazione nativa sulle rive del lago per lasciare spazio a coltivazioni orticole o piantagioni di alberi. L'agricoltura fa un largo uso di pesticidi, come per esempio il metamidofos e il tamaron. Il conseguente riversamento nel lago di queste sostanze tossiche, molto probabilmente, ha contribuito alla perdita del suo colore originale.

Durante l'estate del 2022, la regione ha subito piogge particolarmente intense. Il livello del lago è passato da 3 m a 6 m di profondità. L'attività di estrazione del sale è diventata (almeno temporaneamente) impossibile. L'innalzamento delle acque ha anche inondato le aree costiere e diversi negozi hanno dovuto spostarsi. Le piogge hanno anche provocato il deflusso di grandi quantità di acque reflue dai quartieri circostanti di Kounoune e Bambilor.

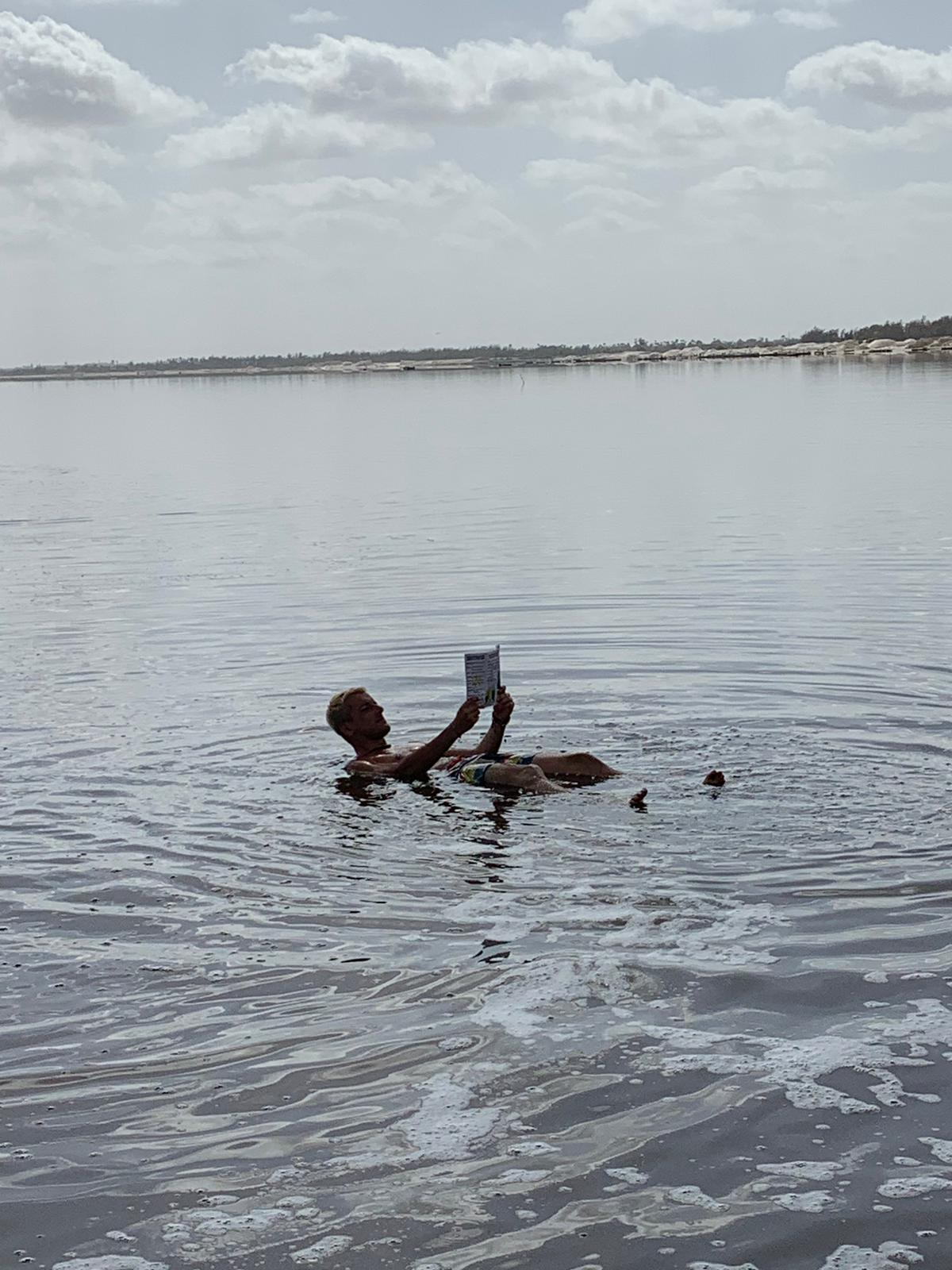
Un turista dà una dimostrazione degli effetti dell'elevata salinità